# Piment
Pour les articles homonymes, voir Piment (homonymie).
Taxons concernés
- Genre Capsicum (famille des Solanaceae) :
  - Capsicum annuum
  - Capsicum baccatum
  - Capsicum chinense
  - Capsicum frutescens
  - Capsicum pubescensmodifier

Le terme piment  est un nom vernaculaire désignant le fruit de cinq espèces de plantes du genre Capsicum de la famille des Solanacées et de plusieurs autres taxons. Ce  fruit peut être de nombreuses couleurs (vert, jaune, orange, rouge, brun, pêche ou violet) et peut être, utilisé comme condiment ou comme légume (en français canadien, le mot piment désigne parfois les poivrons, les autres variétés de Capsicum, plus piquantes, étant appelées piments forts). La notion de piment est généralement associée à la saveur de piquant.
Les piments du genre Capsicum, principaux représentants de la saveur pimentée, sont originaires d'Amérique du Sud, du Mexique et d'Amérique centrale, où ils étaient cultivés comme plantes potagères pour leurs fruits aux qualités alimentaires et aromatiques.
Les piments sont aujourd'hui cultivés dans au moins 64 pays, l'Inde produisant à elle seule 38,7 % de la production mondiale (3,4 millions de tonnes en 2012). Ils sont de plus en plus utilisés pour leurs aspects décoratifs et pour leurs propriétés médicinales.

## Étymologie
Le mot piment vient du latin pigmentum signifiant substance colorante et est également à l'origine du mot pigment ; le mot piment est utilisé au Moyen Âge pour désigner toute épice colorée avant l'introduction des piments d'Amérique, il est par exemple attesté en 1132 sous la plume de Pierre le Vénérable.
En nahuatl le mot pour les désigner est chili, d'où le chili utilisé en gastronomie.

## Les piments

### Les espèces deCapsicum
Il existe vingt-cinq espèces de piments mais seules cinq sont domestiquées. Chacune est distinguable (en partie) grâce à ses fleurs qui sont de couleur violette, verte ou blanche et parfois maculées de jaune et rouge.
- Capsicum annuum dont les fleurs sont généralement blanches est l'espèce la plus cultivée[4]. Le poivron[4] (bien qu'il ne pique pas) mais aussi le Piment jalapeño, Ancho, les différents Piments wax à paprika de Hongrie en sont. Il en existe aussi des variétés décoratives comme le peruvian purple, aux fleurs violettes, dont la saveur n'est pas intéressante.

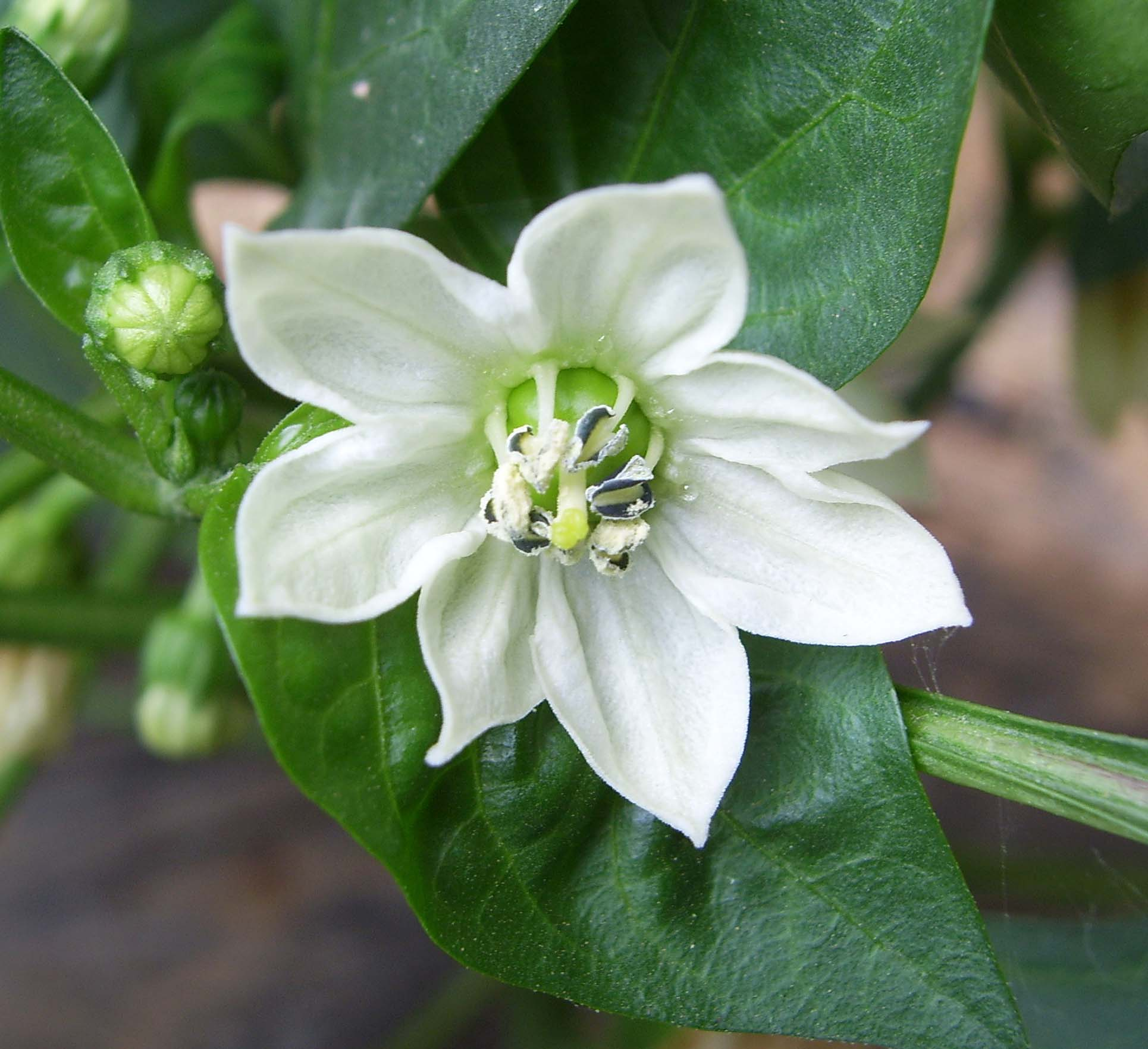
Fleur de Capsicum annuum.
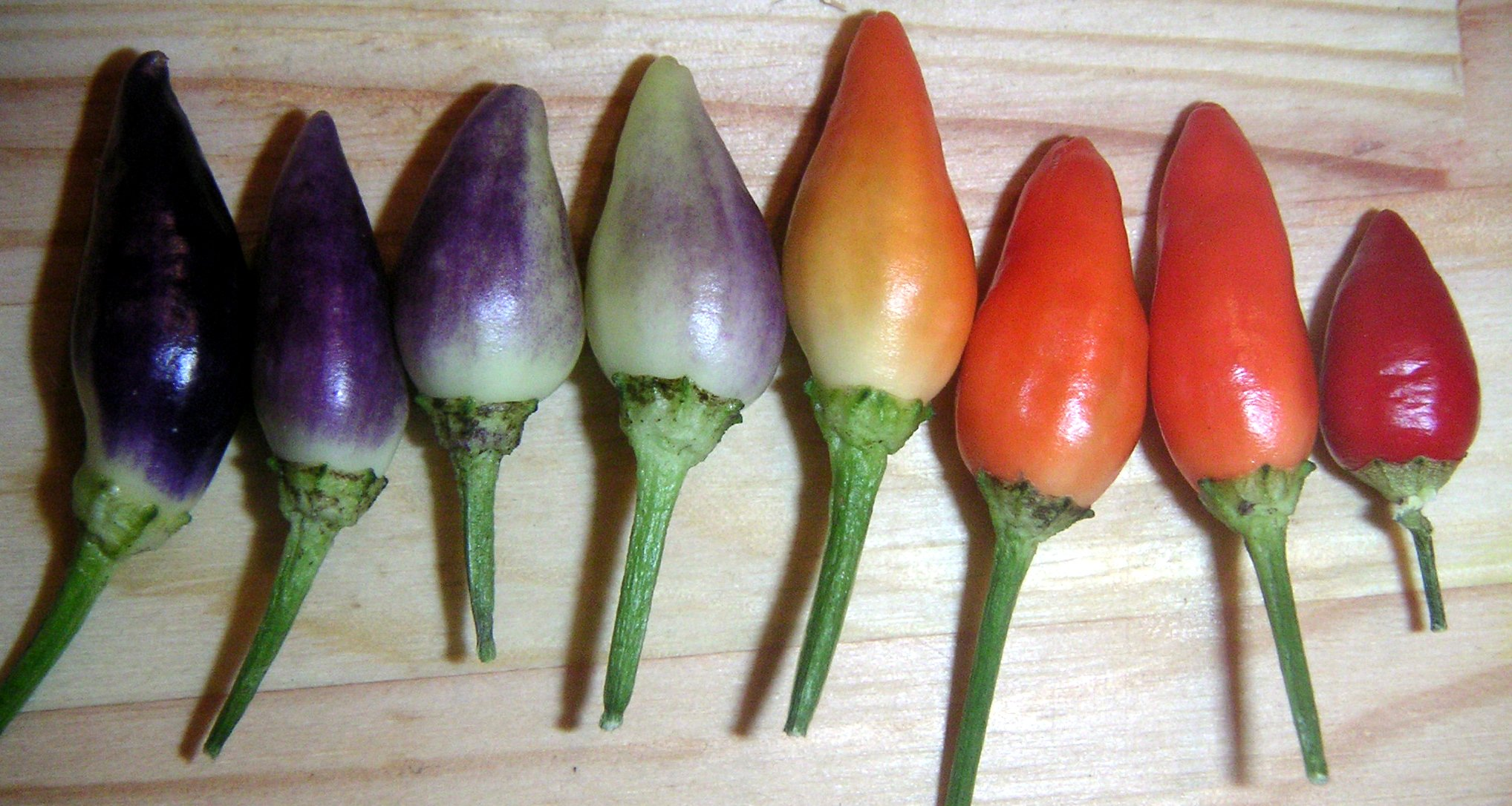
Capsicum annuum.

- Capsicum baccatum présente généralement des fleurs blanches avec des traces jaunes ou vertes. Peu diffusées en dehors de leur aire d'origine[4], ce sont souvent de grandes plantes de plus d'un mètre de haut. Les Aji (piments d'Amérique du Sud) appartiennent à cette espèce[4].

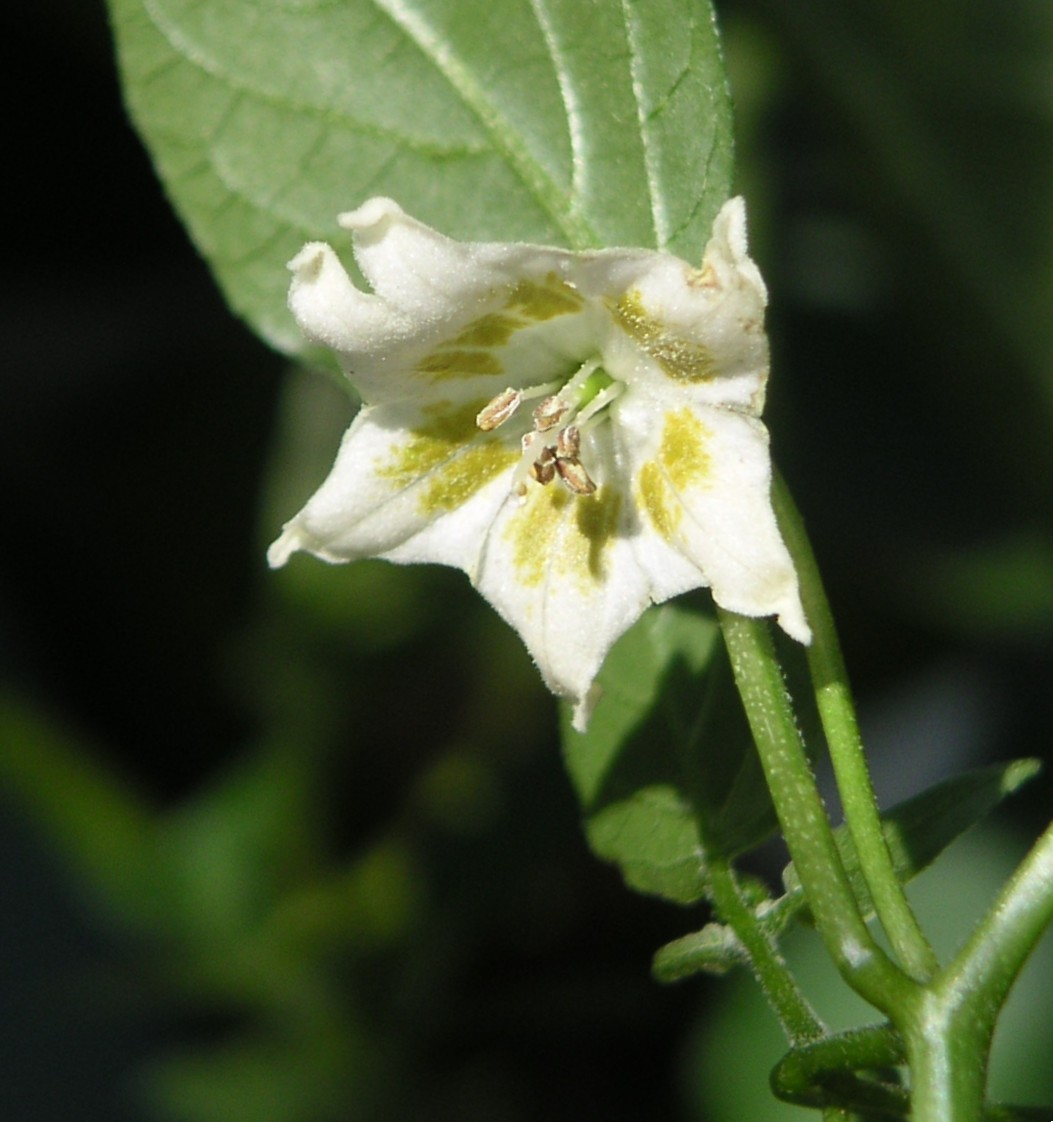
Fleur de Capsicum baccatum.
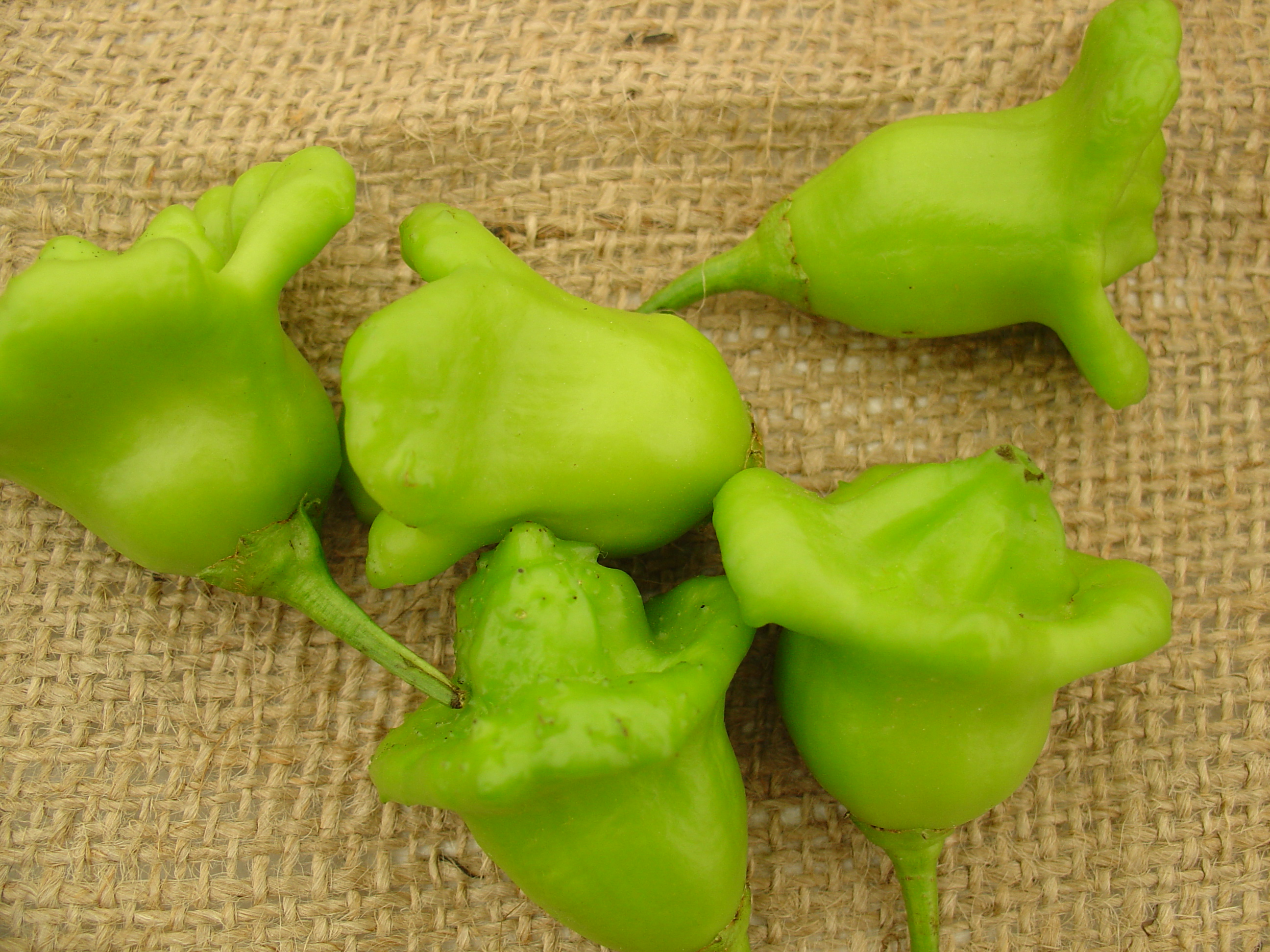
Variété traditionnelle espagnole de Capsicum baccatum (pimiento campanilla).
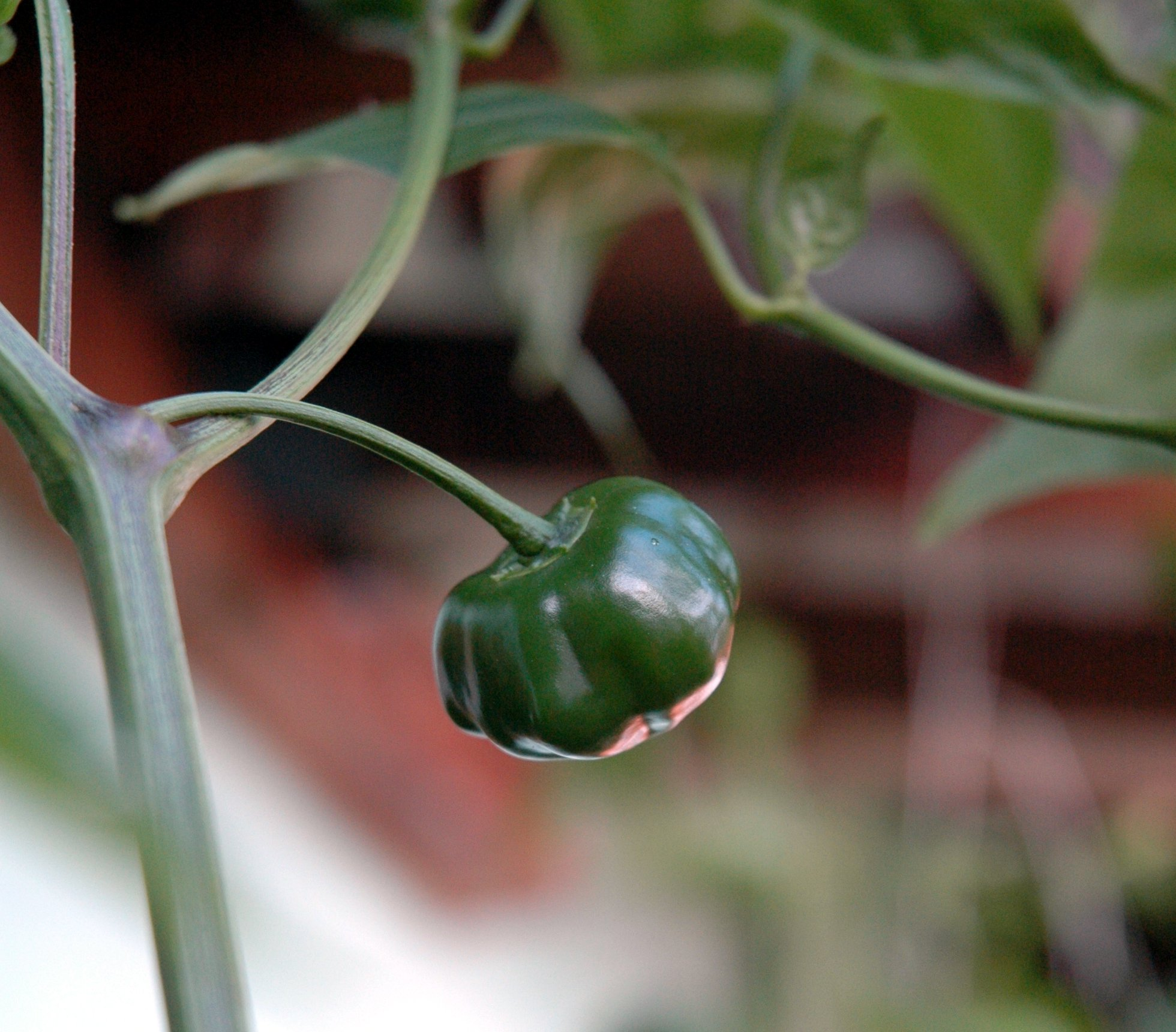
Variété brésilienne de Capsicum baccatum (Aji Brazilian Red Pumpkin).

- Capsicum chinense ne vient pas de Chine, contrairement à ce que le nom suggère mais aussi d'Amérique du Sud[4]. Les fruits ont une saveur caractéristique d'abricot, mais ils sont aussi souvent parmi les plus forts ; il convient donc d'être prudent à la dégustation de quelques variétés comme habanero ou Coiffe d'évêque. Celui-ci a en effet eu la réputation d'être le piment le plus fort du monde jusque dans les années 2000[4]. Ces espèces sont lentes à germer et à mûrir, et demandent un climat chaud et humide (tropical).

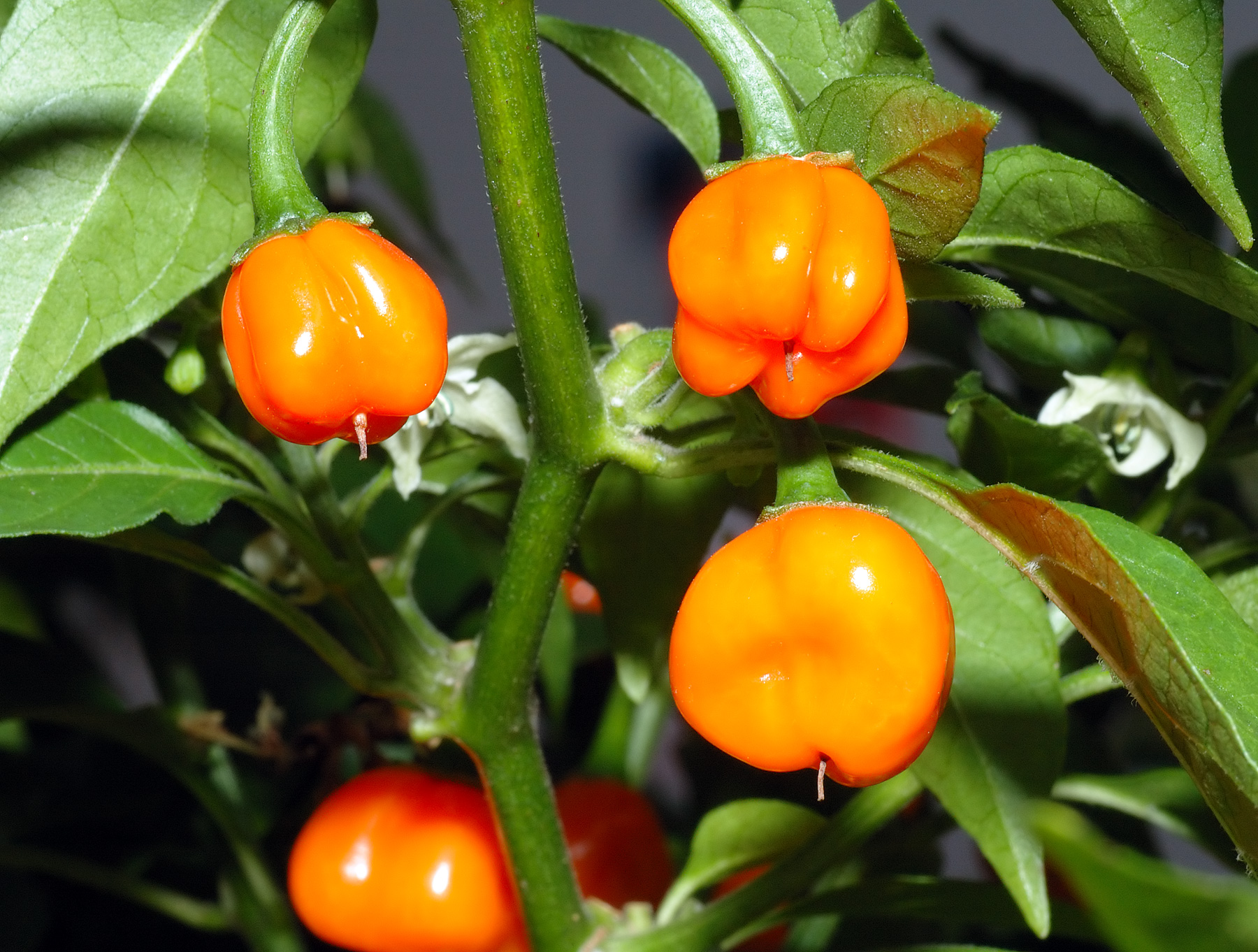
Variété caribéenne de Capsicum chinense (Habanero).

- Capsicum frutescens présente des variétés aux fleurs blanches, teintées de vert, avec des anthères violettes, les fruits sont en général dressés. Cette espèce est présente aussi bien à l'état sauvage que cultivé dans toute l'Amérique centrale et les zones de faible altitude de toute l'Amérique du Sud. Les variétés les plus cultivées sont le piment de Cayenne, le piment z'oiseaux ou encore la variété du Piment Tabasco avec lequel est fabriqué le fameux tabasco[5],[4].

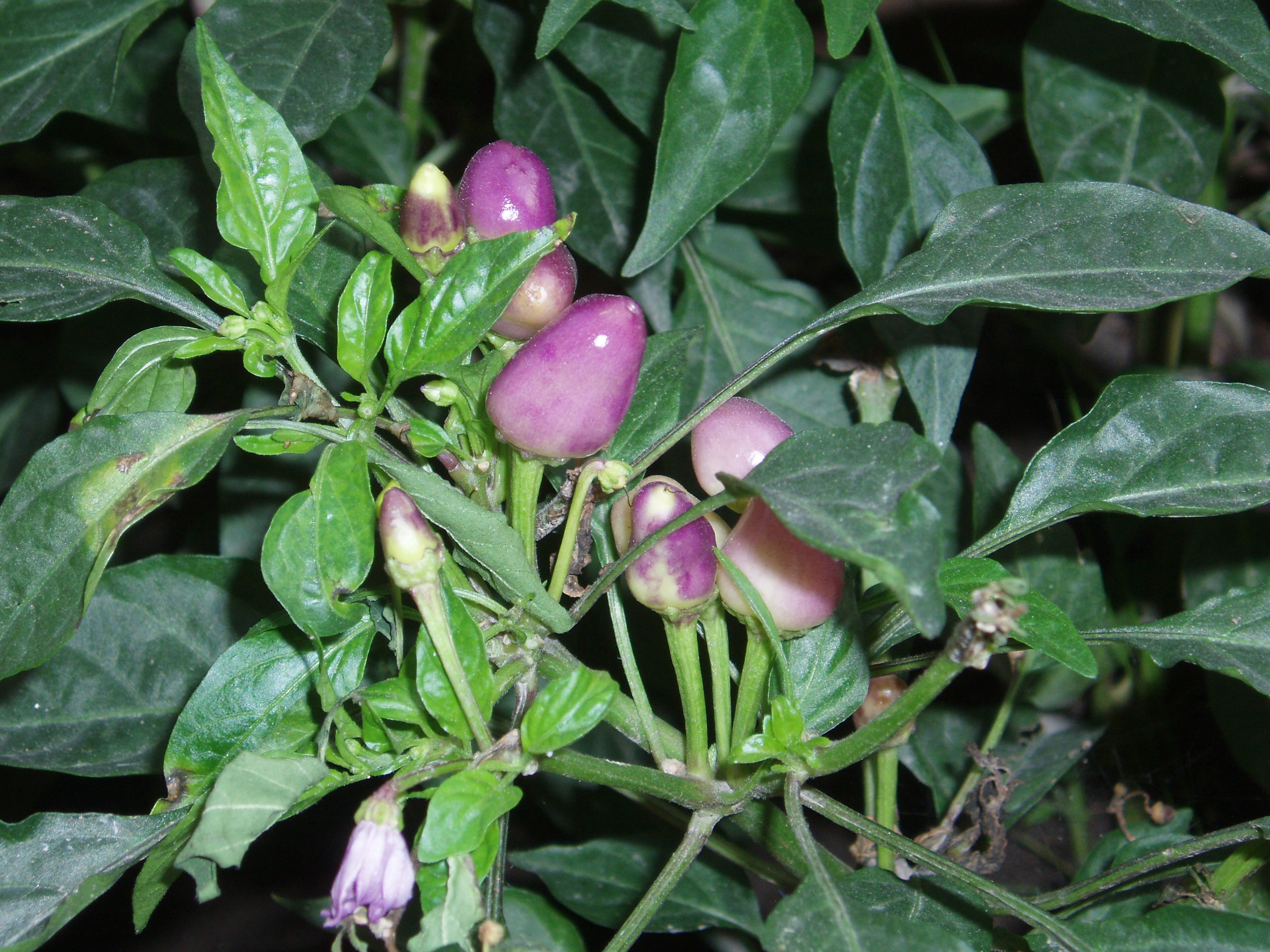
Variété conoides de Capsicum frutescens.

- Capsicum pubescens propose des variétés moins communes en culture[4], plus délicates. Les fleurs sont violettes, avec des anthères blanches. C'est la seule espèce produisant des graines noires. Le piment rocoto fait partie de cette espèce.

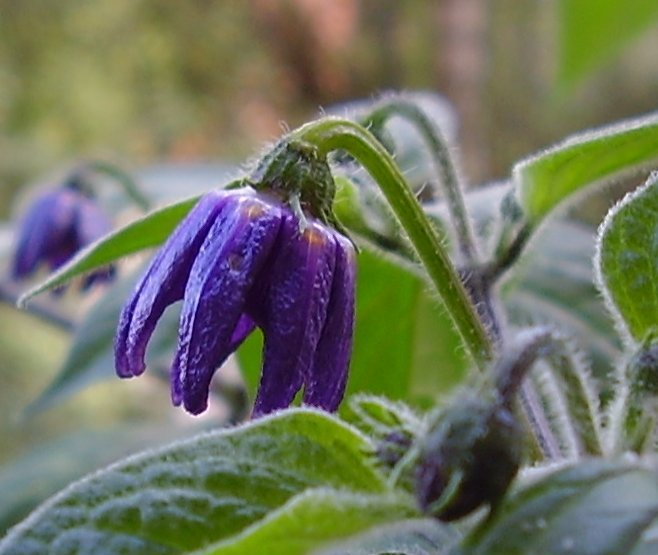
Variété de Capsicum pubescens (Piment Rocoto Manzano Rojo).
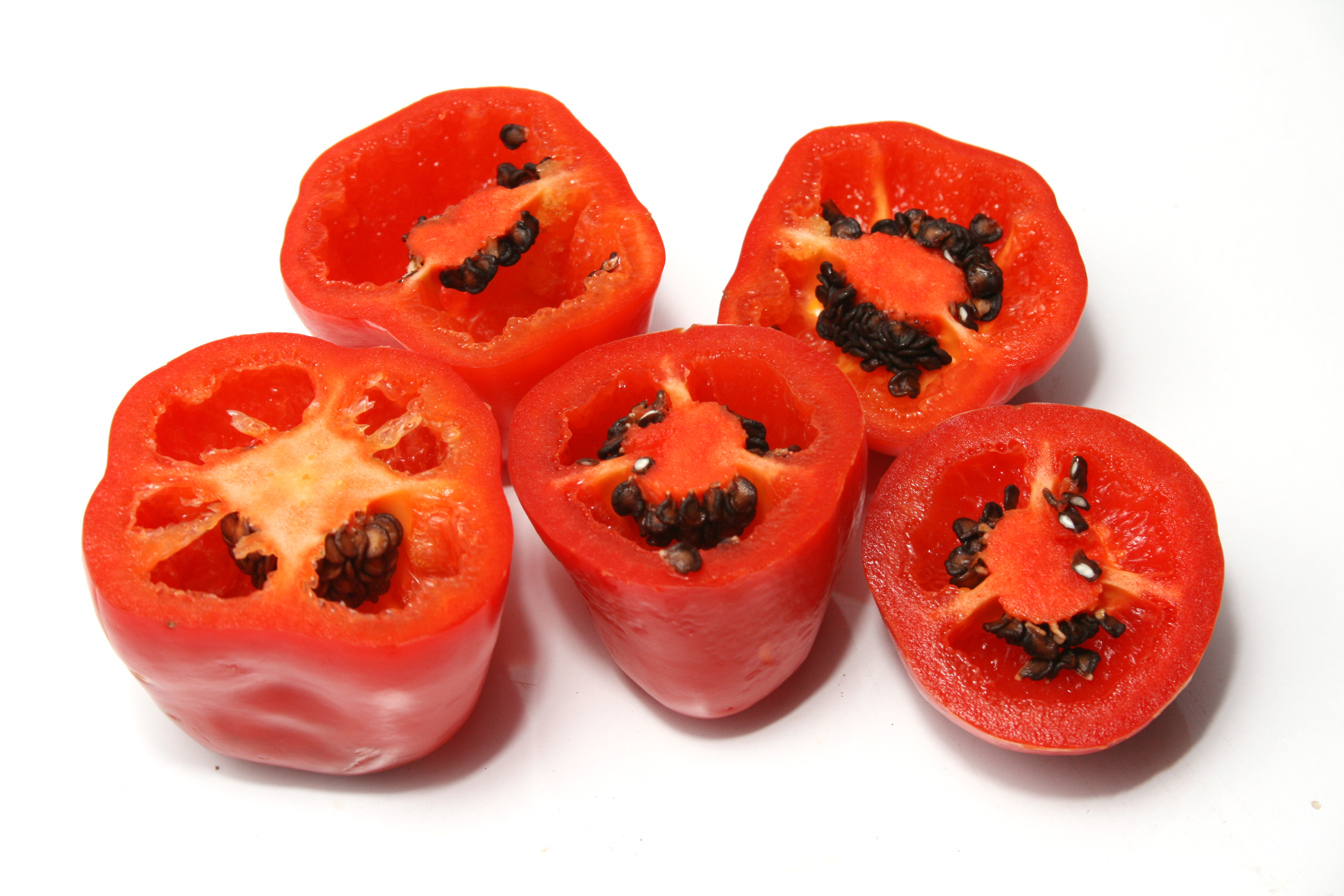
Variété Capsicum pubescens (Rocoto à graines noires).
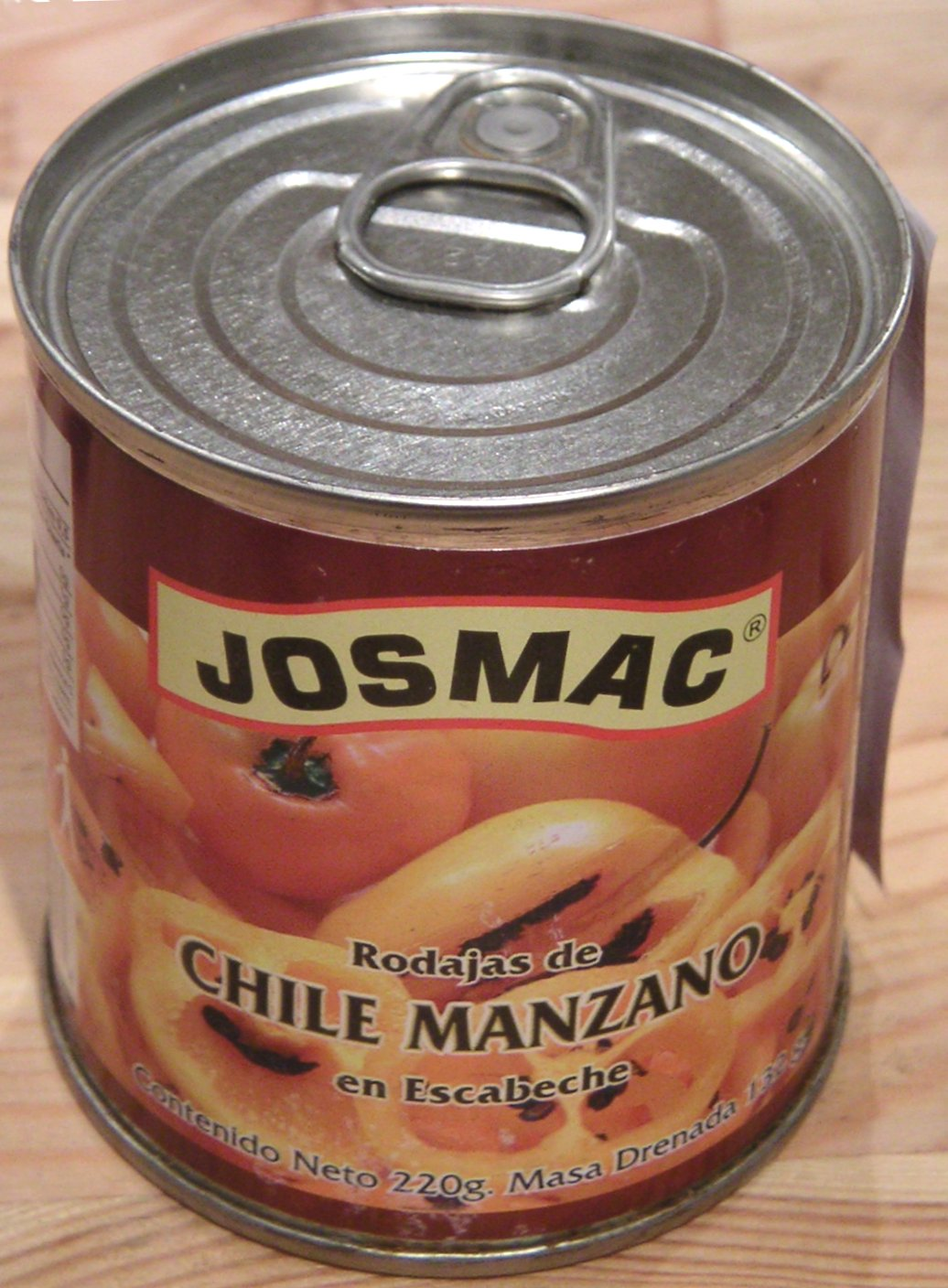
Variété mexicaine de Capsicum pubescens (Chile Manzano) en conserve.

Les 23 taxons sauvages, généralement à petits fruits, sont consommés par les oiseaux, vecteur naturel de reproduction des piments.

### Variétés
De très nombreuses variétés de piments et de poivrons existent dans le monde. En Europe,  plus de 2300 variétés peuvent être librement commercialisées. Un article détaille la plupart d'entre elles. 

## Historique

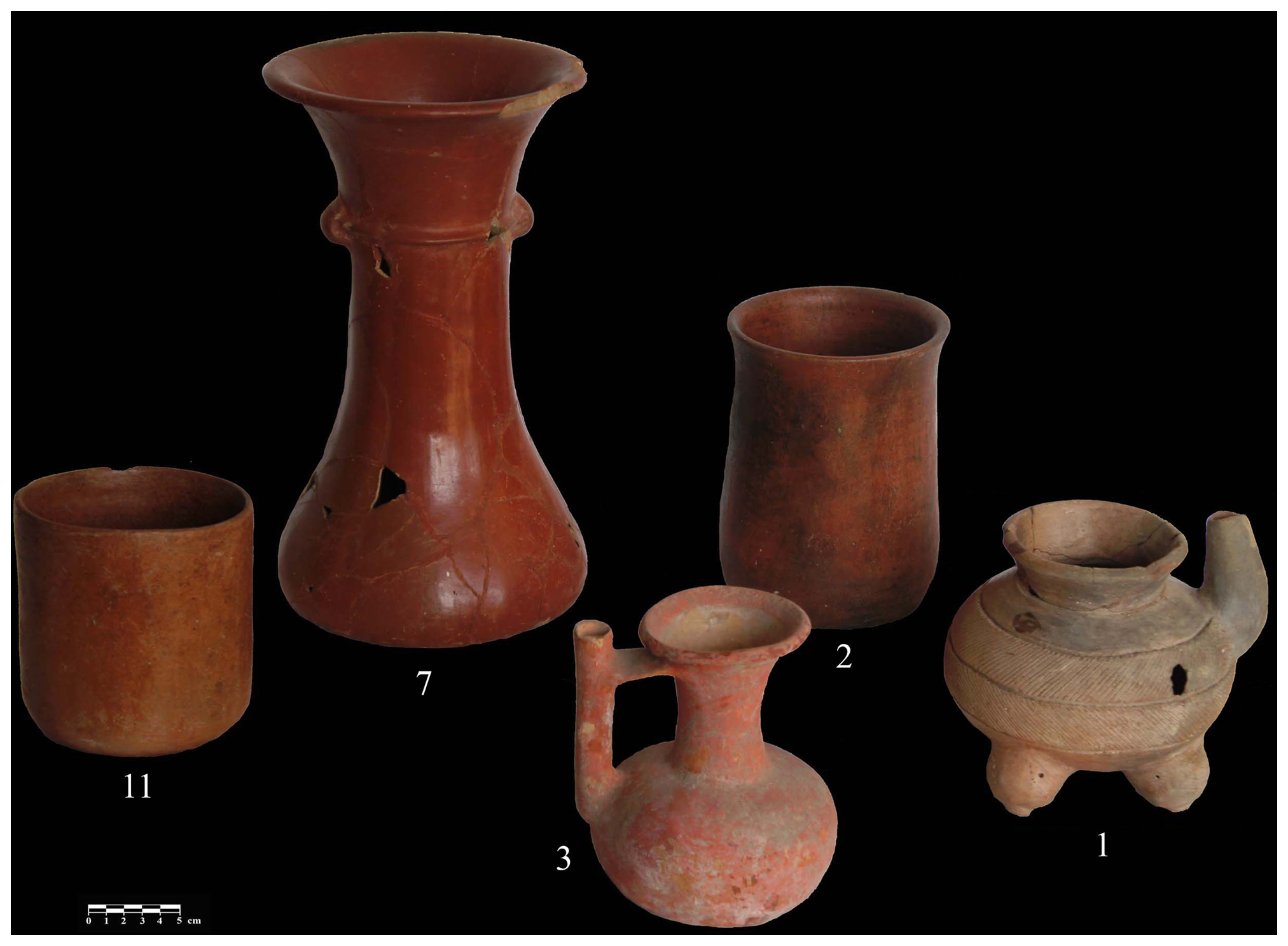
Poteries présentant des traces de Capsicum sp., Chiapa de Corzo, Sud du Mexique (400 av. J-C. - 300 ap. J.-C.).

### Évolution
La capsaïcine a pour cible un nocicepteur spécifique n'existant que chez les mammifères ; les oiseaux, qui n'y sont pas sensibles, peuvent ainsi disperser les graines des piments beaucoup plus loin, et il semble que cela ait favorisé l'évolution de ce mécanisme de défense. La capsaïcine empêche également le développement des mycoses utilisant les perforations de la peau dues aux insectes.

### Domestication
Les piments font partie de l'alimentation des Amériques depuis au moins 9 500 ans. Des traces archéologiques de domestication ont été trouvées dans le Sud-Ouest de l'Équateur d'il y a plus de 6 000 ans. Le piment semble avoir été une des premières plantes cultivées autogames en Amérique centrale et du Sud,.

### Découverte par les Européens
Christophe Colomb rapporta quelques spécimens de piments à Séville dès 1493. Diego Álvarez Chanca, chirurgien accompagnant Colomb lors de son second voyage, fut le premier à évoquer la préparation d'un mets à base de piments dans ses Lettres. Il se répand vite en Europe. Il est ainsi attesté en Italie dès 1526, en Angleterre dès 1546, au pays basque à la même époque, en Hongrie en 1520. Les marins en prenaient pour limiter les effets du scorbut, et il est utilisé comme épice dans les classes sociales trop pauvres pour pouvoir acheter du poivre.

### Commerce
De l'Europe, le piment gagne le monde arabo-musulman.
La propagation du piment en Asie et en Afrique est liée aux Portugais. La consommation de piment en Asie est corrélée à la présence de marchands portugais ; ainsi, la région de Goa est la région d'Inde ayant la plus forte consommation de piment. Les Espagnols ont quant à eux introduit le piment aux Philippines. Les marchands des différentes puissances locales finiront de répandre le piment au fil de leurs voyages. Il ne s'est écoulé qu'un siècle environ entre le premier contact des Européens avec le piment, jusqu'à son utilisation et sa culture sur tous les continents.

## Utilisations

### En cuisine
Un condiment est une substance destinée à assaisonner, c'est-à-dire à relever le goût des aliments ou des préparations culinaires, notamment des sauces. Le piment est devenu un ingrédient de base dans toutes les cuisines tropicales, pas uniquement pour ses saveurs. Agrémenter les plats de piment aurait un effet bactéricide qui permettrait de réduire fortement les infections à Helicobacter pylori.
Les piments contiennent plus de vitamines A que n'importe quel autre fruit ou légume et sont une source importante de vitamine C, de magnésium et de fer. À noter que la production de vitamine A augmente avec la maturation du fruit alors que la production de vitamine C diminue.

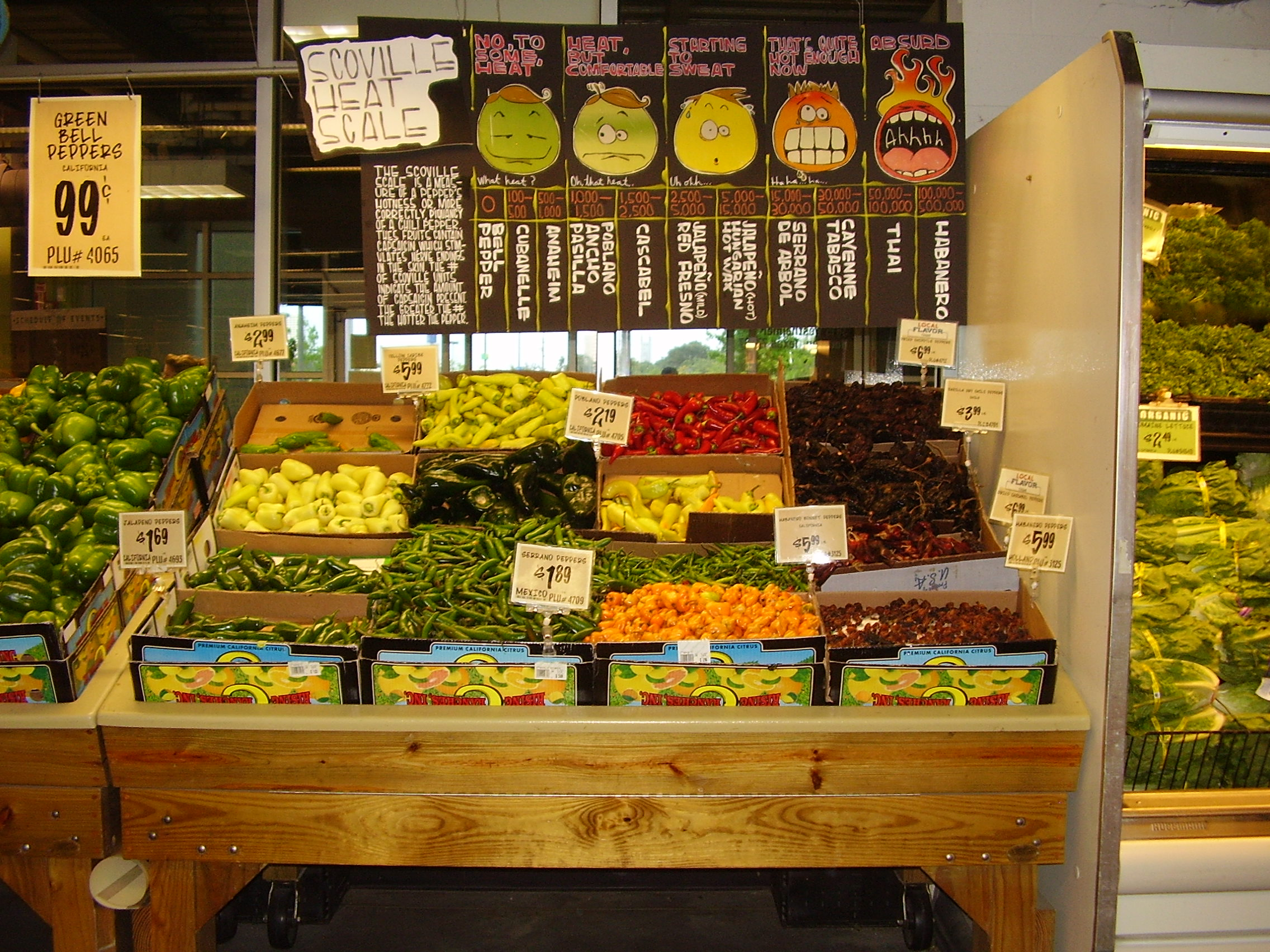
L'échelle de Scoville au marché central de Houston, Texas.
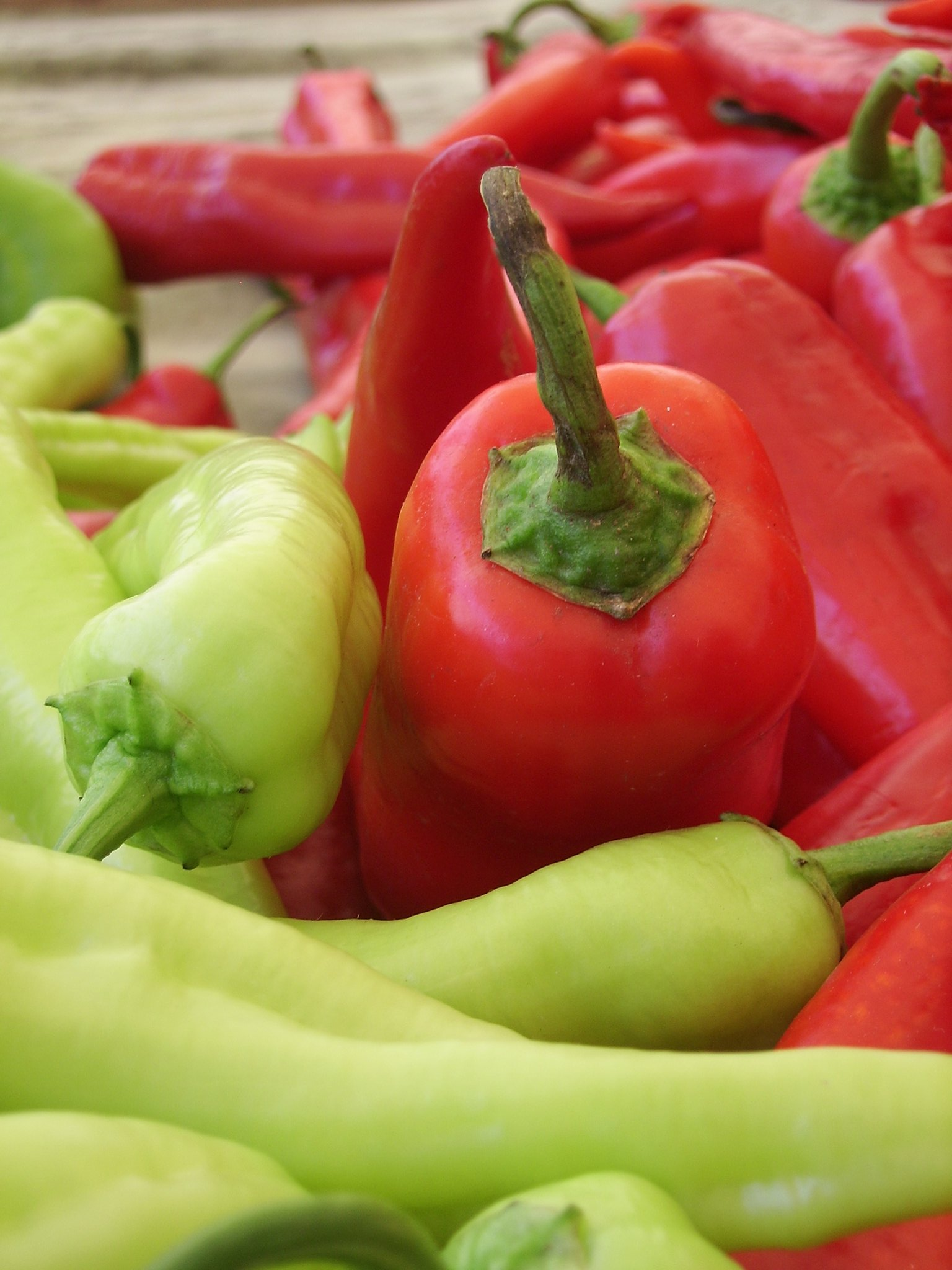
Étal de piments rouges et verts sur un marché turc.
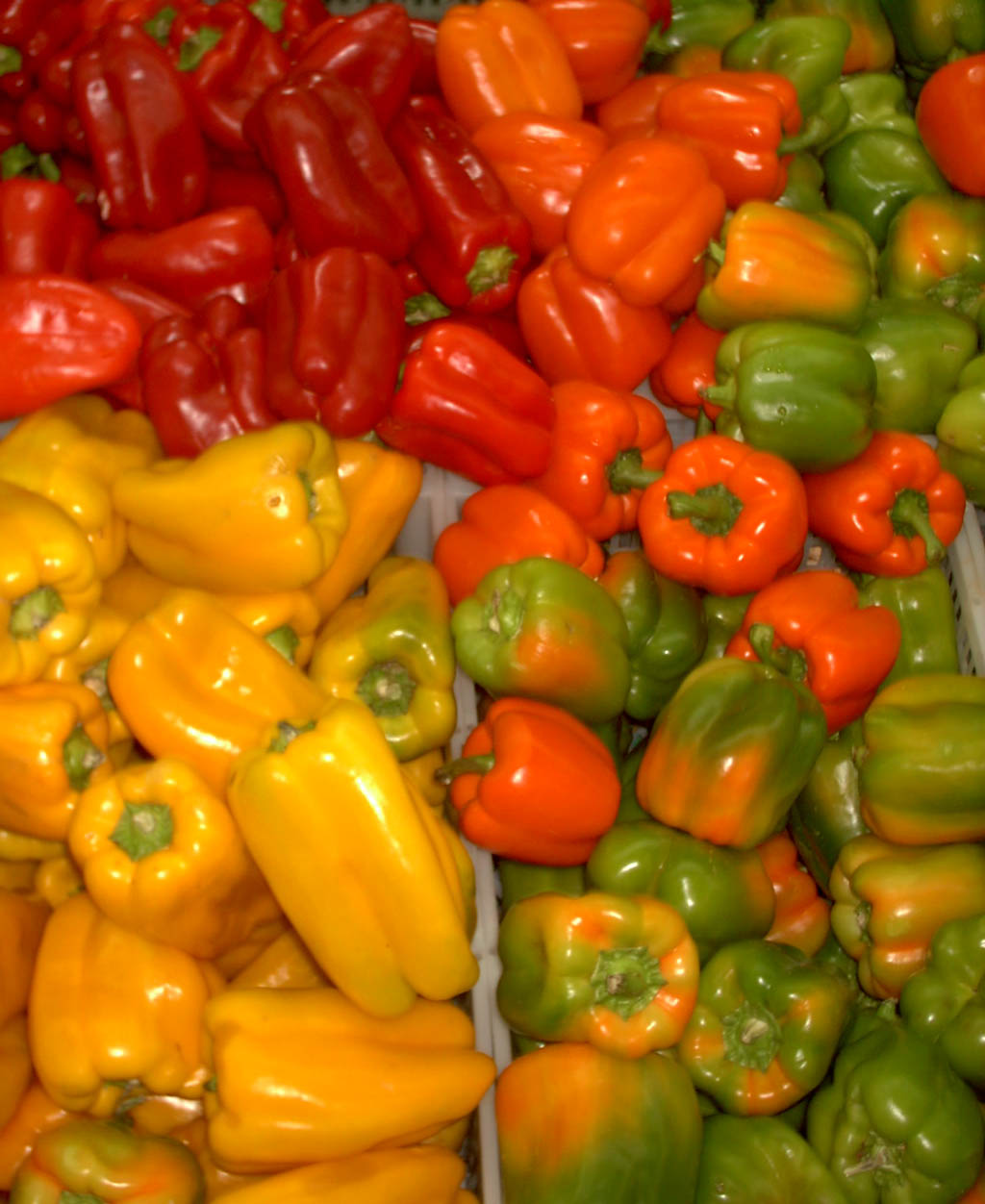
Poivrons sur un étal.
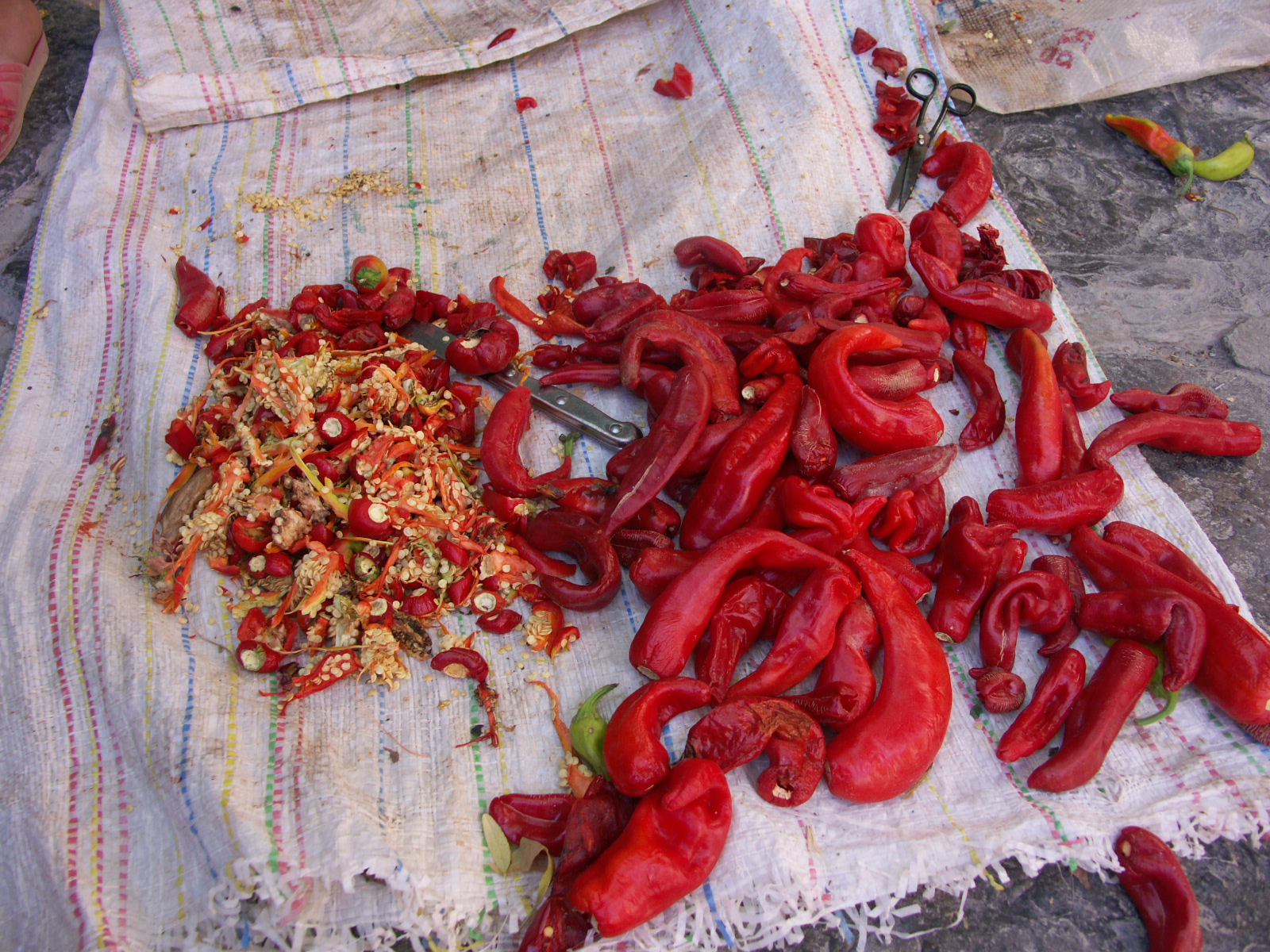
Piments en Kabylie, épice importante de la cuisine algérienne.
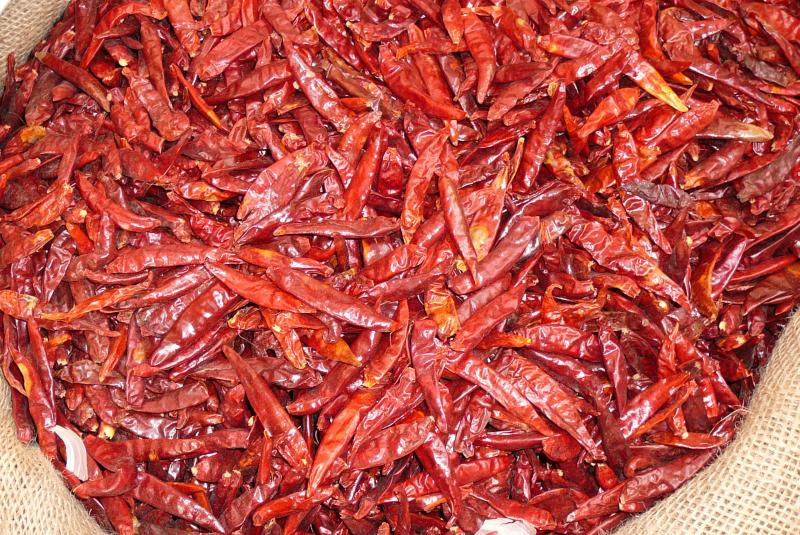
Piment rouge séché de Kabylie.
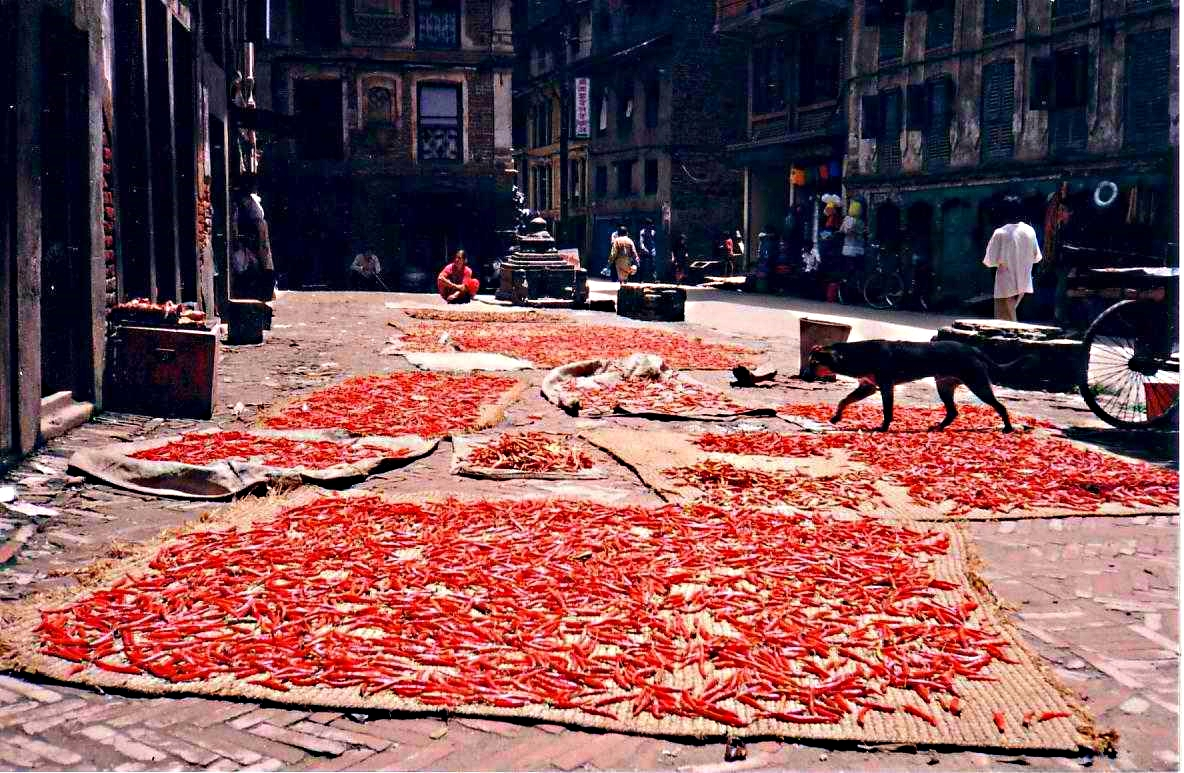
Piment séché à Katmandou.
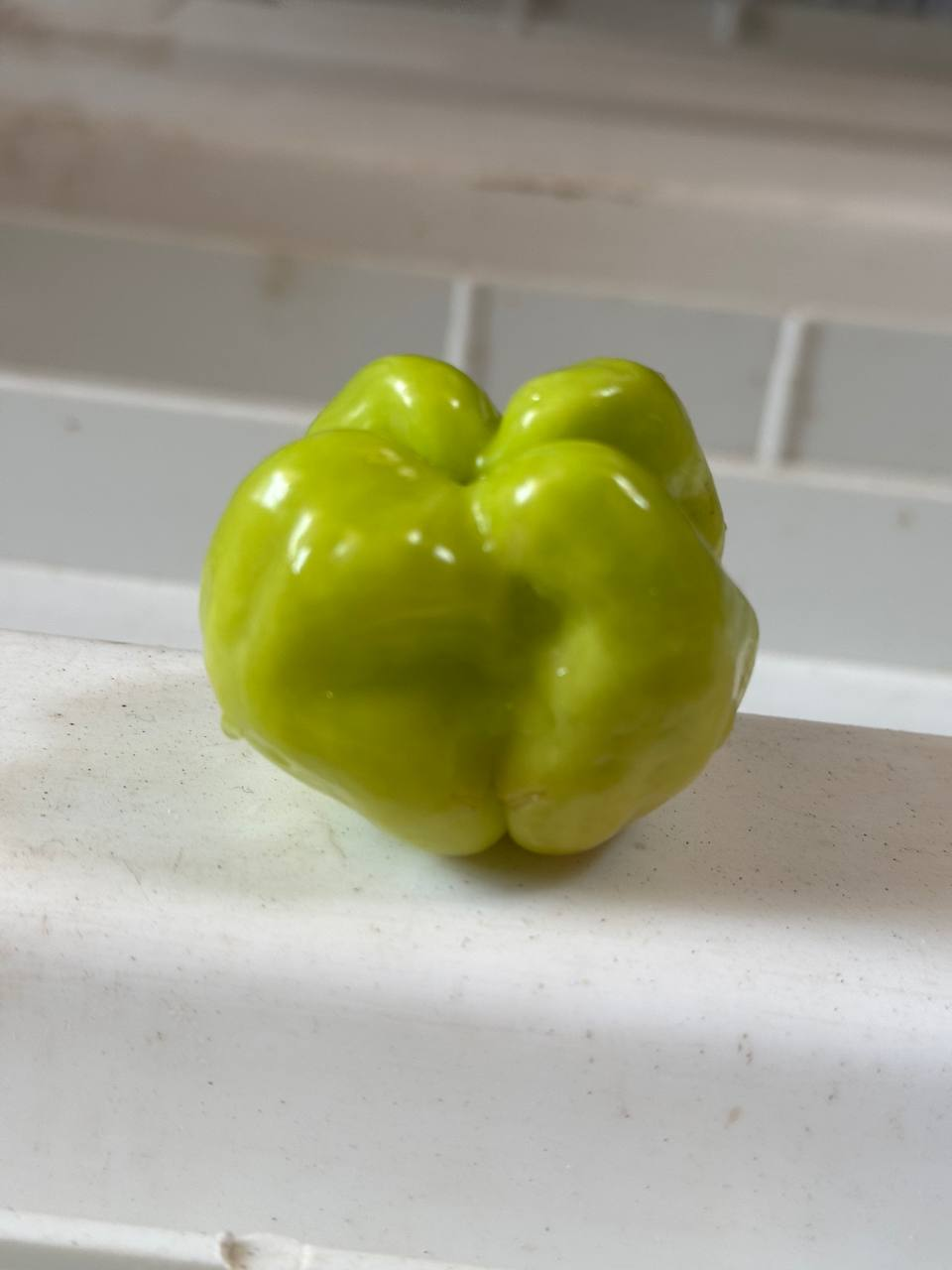
Piment béninois.

#### Saveurs et échelle de Scoville

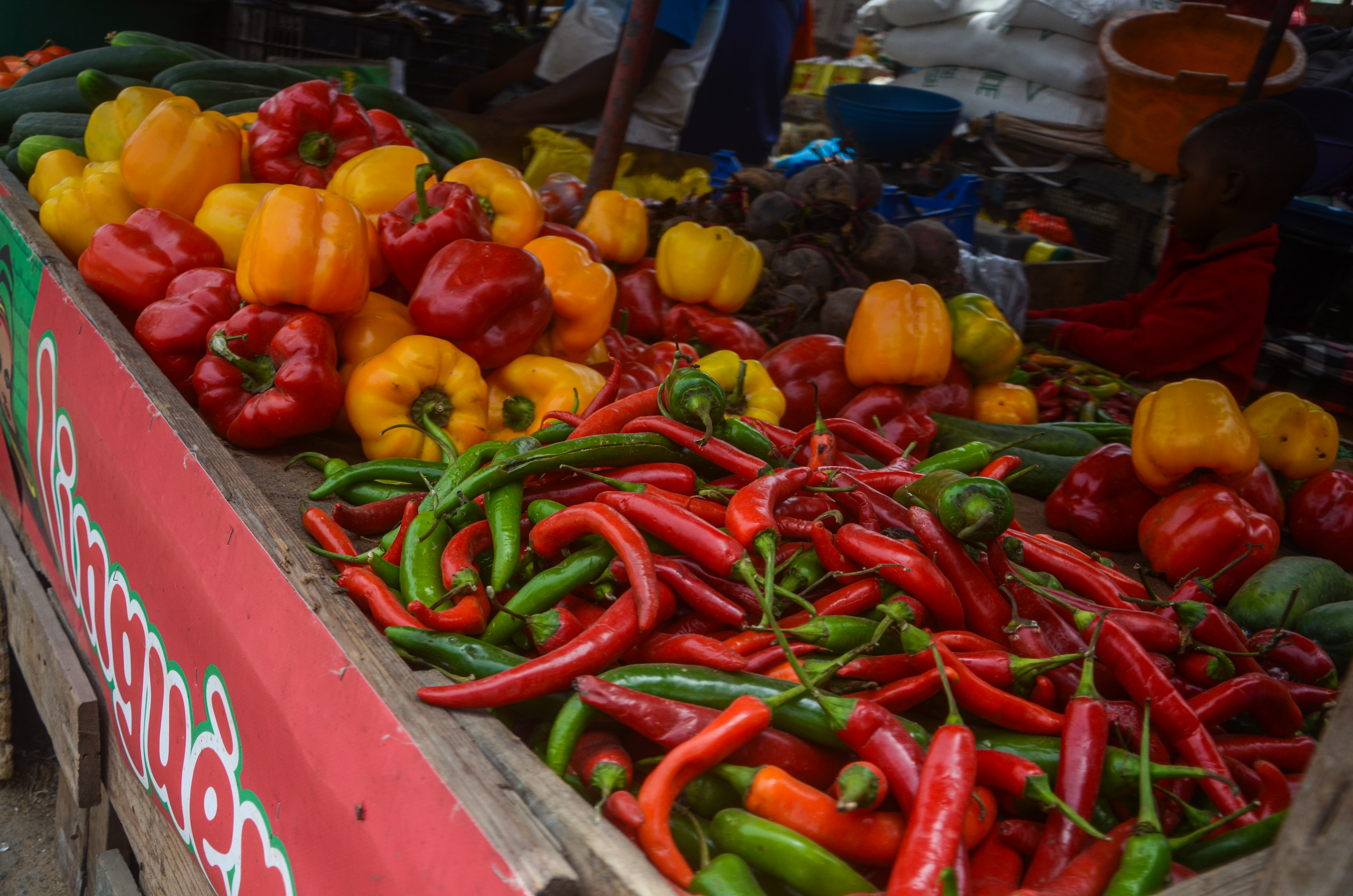
Étal de piments au marché Case bi (Dakar, Sénégal).

Les nombreuses variétés de piment peuvent se classer du doux au très fort. L'échelle de Scoville donne une idée de la force relative des diverses variétés ou cultivars. Ainsi, le piment de Cayenne et le piment langue d'oiseau, le Habanero originaire du Nord du Mexique sont très forts, alors que le piment d'Espelette cultivé au Pays basque (bénéficiant d'une AOC en France depuis 1999) est plus doux. Bien que liée à la teneur en capsaïcine, l'échelle de Scoville est une classification subjective, reposant sur la sensation perçue. Elle ne permet donc pas de quantifier la force des piments. L'utilisation de techniques chimiques comme la chromatographie permet d'apporter une réponse objective.
Boire de l'eau pour atténuer la force d'un piment est inutile car la capsaïcine est hydrophobe. En revanche elle est soluble dans les graisses et la caséine du lait neutralise son action sur les récepteurs de la douleur,. Il faut éviter de se toucher les yeux, les lèvres et autres muqueuses en préparant des piments sous peine de sensations de brûlures douloureuses. Par ailleurs la cuisson, même prolongée, n'altère pas non plus cette force, à la différence de ce qui se passe pour l'oignon, l'ail ou l'échalote.

#### Préparations culinaires
- Chiles en nogada
- Chili con carne
- Chipotle
- Curry
- Goulash
- Harissa
- Mole poblano
- Nam phrik
- Sauce arrabbiata
- Sambal (cuisine)
- Som tam
- Tabasco (sauce)

### En médecine
Le piment est très utilisé en médecine traditionnelle. Les piments forts provoquent une forte salivation, participent à la digestion et sont laxatifs. La capsaïcine, principe actif, stimule les muqueuses de la bouche, de l'estomac et des intestins (mouvements péristaltiques). Facilitant la sueur, le piment participe à un rafraichissement de la peau dans les pays chauds.
Tous les piments contiennent des composés phytochimiques connus collectivement sous le nom de capsaïcinoïdes. La médecine moderne utilise la capsaïcine pour traiter la douleur, les désordres respiratoires, le zona, les maux de dents et l'arthrite.

#### Effets biologiques
En laboratoire, la capsaïcine a permis l'apoptose de cellules cancéreuses chez le rat.
Chez la souris, le piment (la capsaïcine en particulier) pourrait permettre une perte de poids en cas d'obésité,.
Des chercheurs ont utilisé la capsaïcine du piment pour tuer les cellules nerveuses du pancréas de souris ayant un diabète de type 1, permettant aux cellules productrices d'insuline de recommencer à produire de l'insuline,. Il a été constaté que la quantité d'insuline nécessaire pour abaisser la glycémie après un repas est réduite si le repas contient du piment.
Elle diminue le contenu en lipides de certaines cellules hépatiques.

#### Effets bénéfiques
La consommation de piment, grâce à ses vertus anti-inflammatoire, antioxydants, anticancéreuses et régulatrices de la glycémie, via la capsaïcine, a été corrélée avec :
- une longévité améliorée (diminution de 25 % de la mortalité toutes causes, selon les résultats préliminaires d'une revue d'études (2020) basée sur les dossiers de santé et d'alimentation de plus de 570 000 personnes (aux États-Unis, en Italie, en Chine et en Iran), présentée aux sessions scientifiques 2020 de l'American Heart Association), qui pourrait être due à :
- une baisse de la mortalité cardio-vasculaire, une association retrouvée dans plusieurs pays dont l'Italie[22], la Chine[23] et les États-Unis[24]. Après l'ajout de piment à l'alimentation, le LDL, ou « mauvais » cholestérol, résiste plus longtemps à l'oxydation, ce qui retarde le développement d'un risque majeur pour les maladies cardio-vasculaires[25]. Une consommation régulière de piment rouge réduirait de 26 % de la mortalité cardiovasculaire, et de 23 % de la mortalité toutes causes[26].
- un risque considérablement réduit (-23 %) de mourir d'un cancer[26].

Pour confirmer l'absence de biais de ces études, des preuves provenant d'études contrôlées randomisées doivent encore confirmer ces premiers résultats, d'autant que les auteurs reconnaissent que les études précédentes sont basées sur des quantités et type de piment ou modes de consommations différents, ne permettant pas des déductions sur la fréquence et la quantité présentant des avantages pour la santé.
Traditionnellement, les épices et le piment permettent de contrôler les niveaux de contamination microbienne des aliments des pays avec peu ou pas de réfrigération. La capsaïcine inhibe la croissance d'Helicobacter pylori.

#### Effets délétères
- Une ingestion chronique de piment peut induire un reflux gastro-œsophagien[28].
- Par ailleurs, une consommation élevée de piment peut être associée au cancer de l'estomac[29]. Des aflatoxines et composés N-nitroso, cancérigènes, se retrouvent fréquemment dans la poudre de piment[30].
- L'ingestion de petites quantités de piment peut aggraver temporairement l'état de patients souffrant d'hémorroïdes (douleur, démangeaisons et saignements)[31]. Une consommation élevée de piments peut provoquer des irritations et des brûlures anales lors de la défécation[31].
- La consommation de piments ou d'autres épices peut aggraver l'inflammation des maladies articulaires comme la bursite et la goutte[réf. souhaitée].

### Horticulture

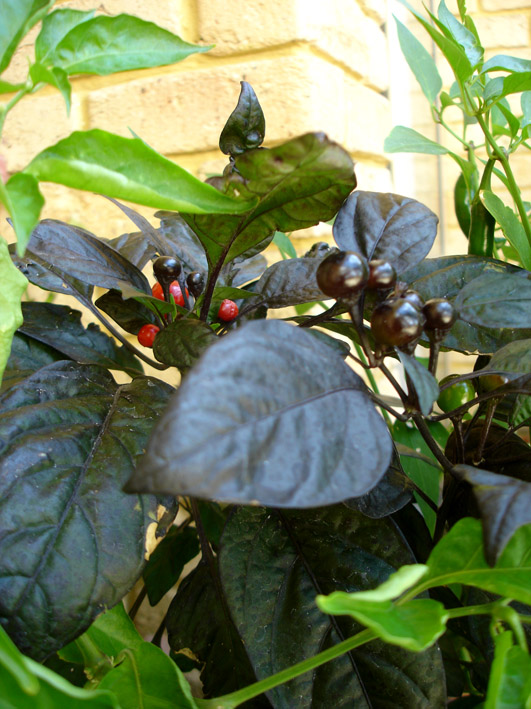
Cultivar horticole « Black Pearl ».

### Comme insecticide
Les capsaicinoïdes des piments permettent d'éliminer leurs prédateurs naturels. En étudiant des plants sauvages de piments, des chercheurs ont montré que Capsicum « se pimentait » en fonction de la densité de leurs ennemis : lorsque les insectes sont nombreux, les plants sont plus souvent pimentés et, lorsque les attaques fongiques se multiplient, encore plus piquants. Sans prédation, les piments sont plus doux.
Le piment peut servir à fabriquer un insecticide naturel,. Pour l'obtenir, il suffit de piler finement 300 g (correspondant à six poignées de piment frais ou trois de piment sec) puis de mélanger à deux litres d'eau. Le tout est bien secoué dans un récipient à couvercle étanche afin d'obtenir un mélange homogène (attention aux yeux). Ensuite, il faut procéder au filtrage. De l'eau savonneuse est ajoutée à la solution filtrée afin qu'elle se fixe sur les feuilles. On obtient ainsi un concentré à répandre immédiatement à l'aide d'un pulvérisateur ou d'un arrosoir à main. De l'avis des spécialistes, il s'agit là d'un puissant insecticide qui détruit en un délai très court les parasites.

### Autres usages
- en bombe aérosol de défense[4] ;
- comme châtiment corporel[36], [37].

## Galerie

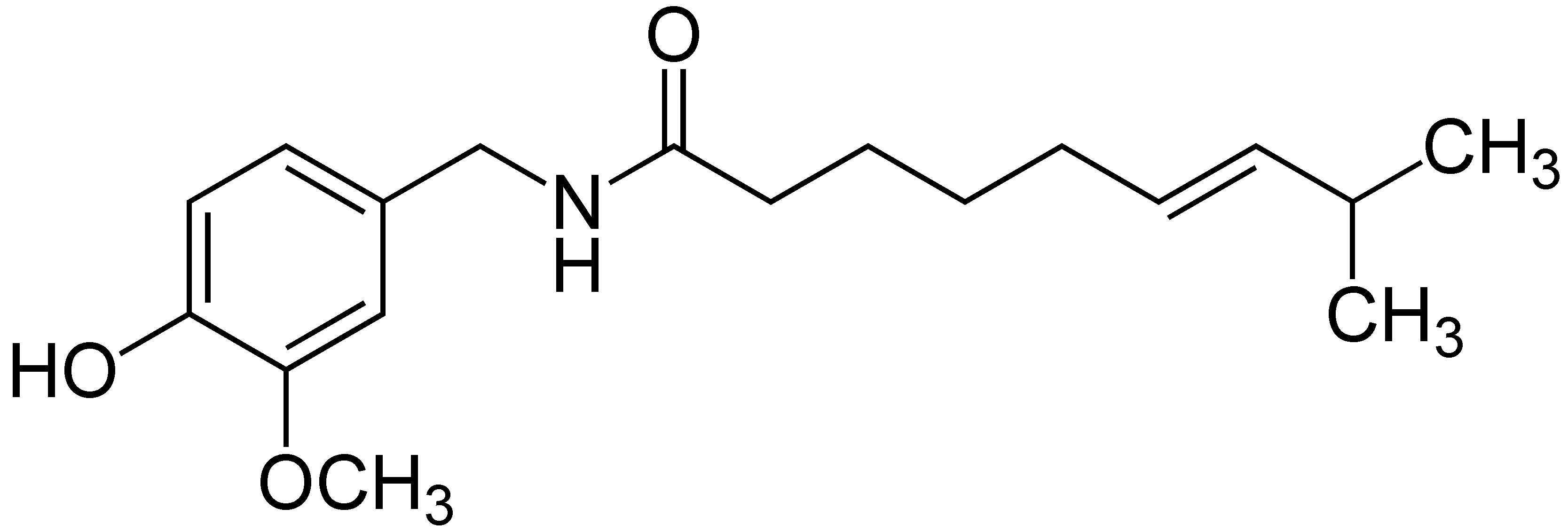
Formule de la capsaïcine.
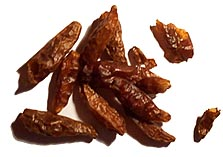
Pili Pili ou langue d'oiseau.
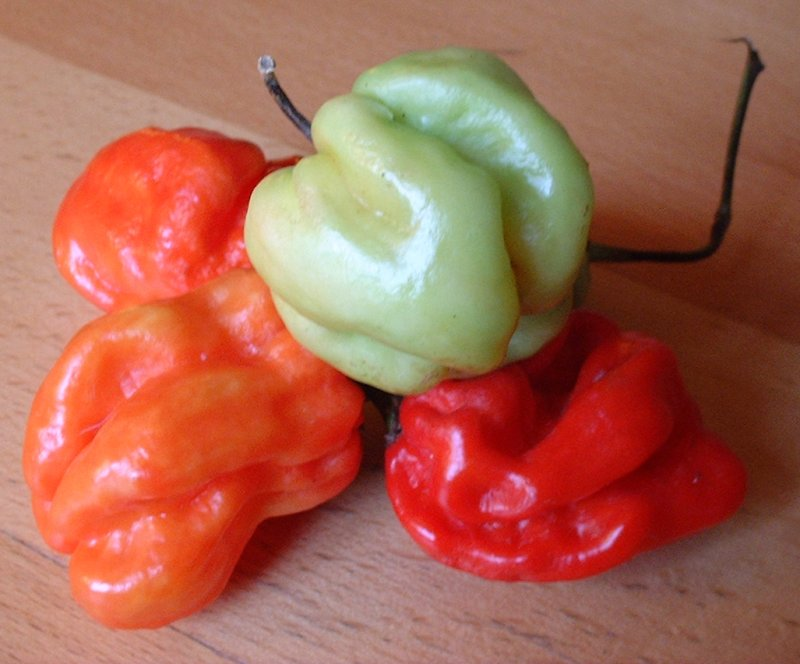
Piments lampions.
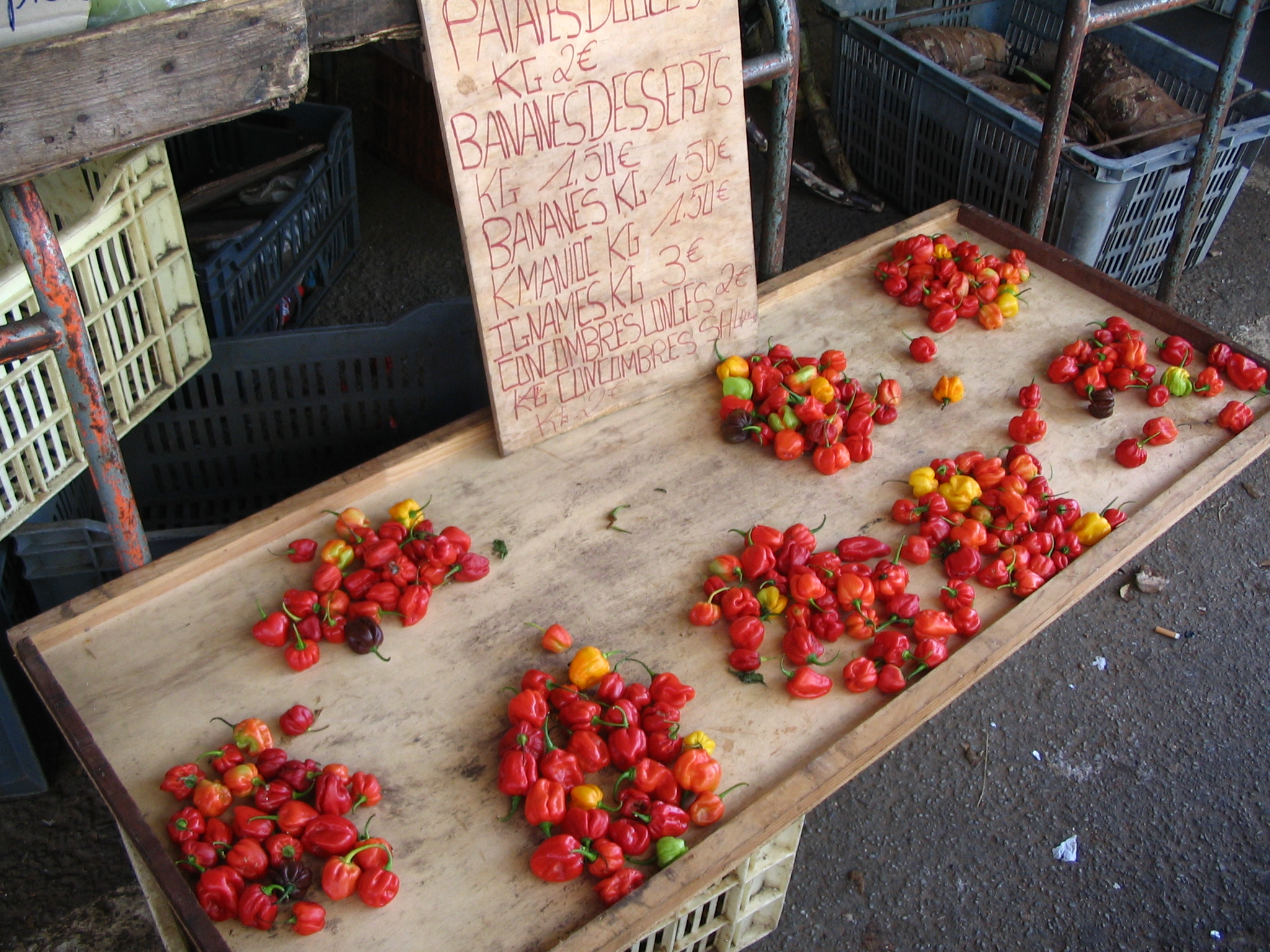
Piments de Cayenne.
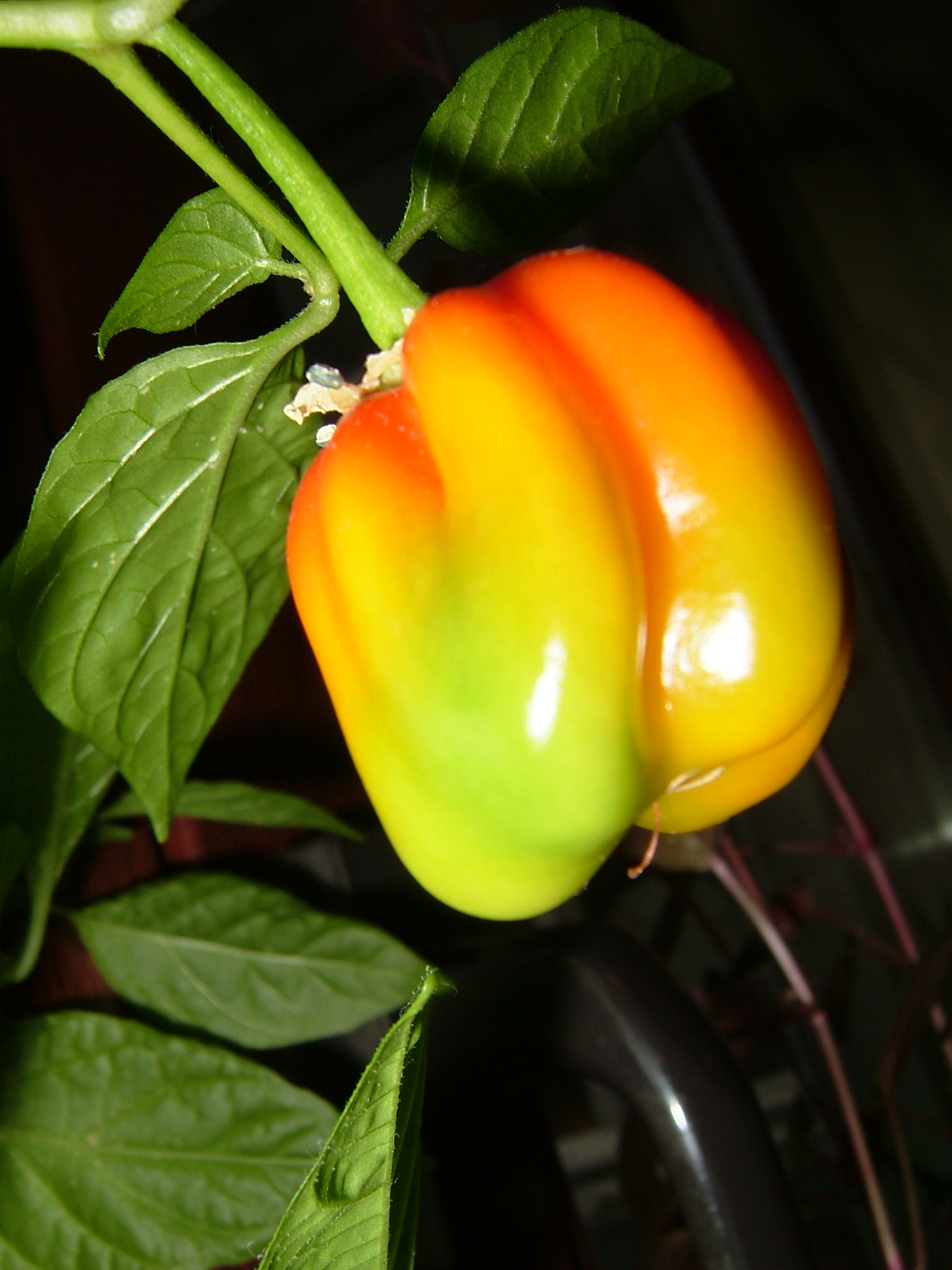
Piment mûrissant.
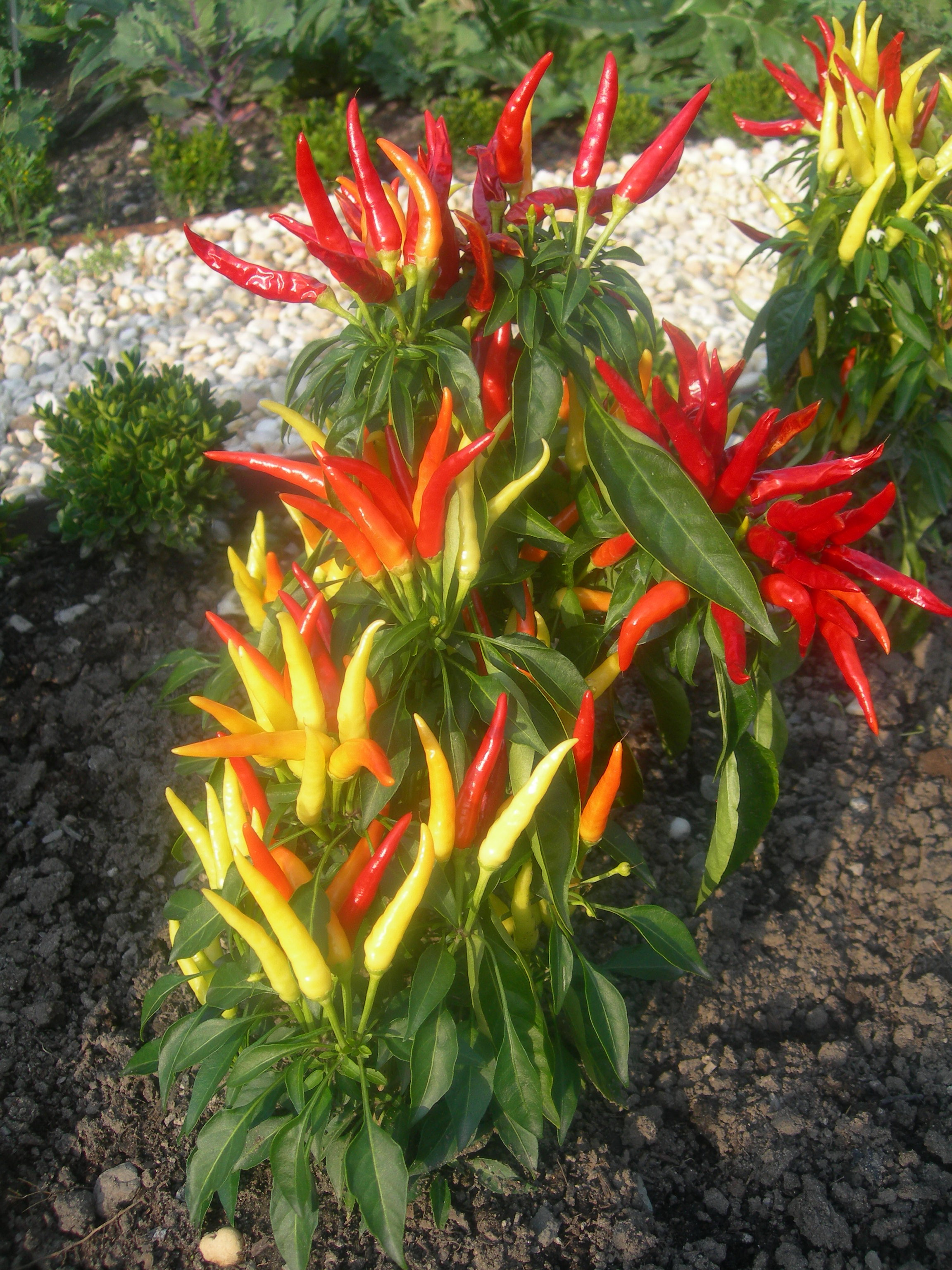
Plant de piment fort (capsicum annuum).
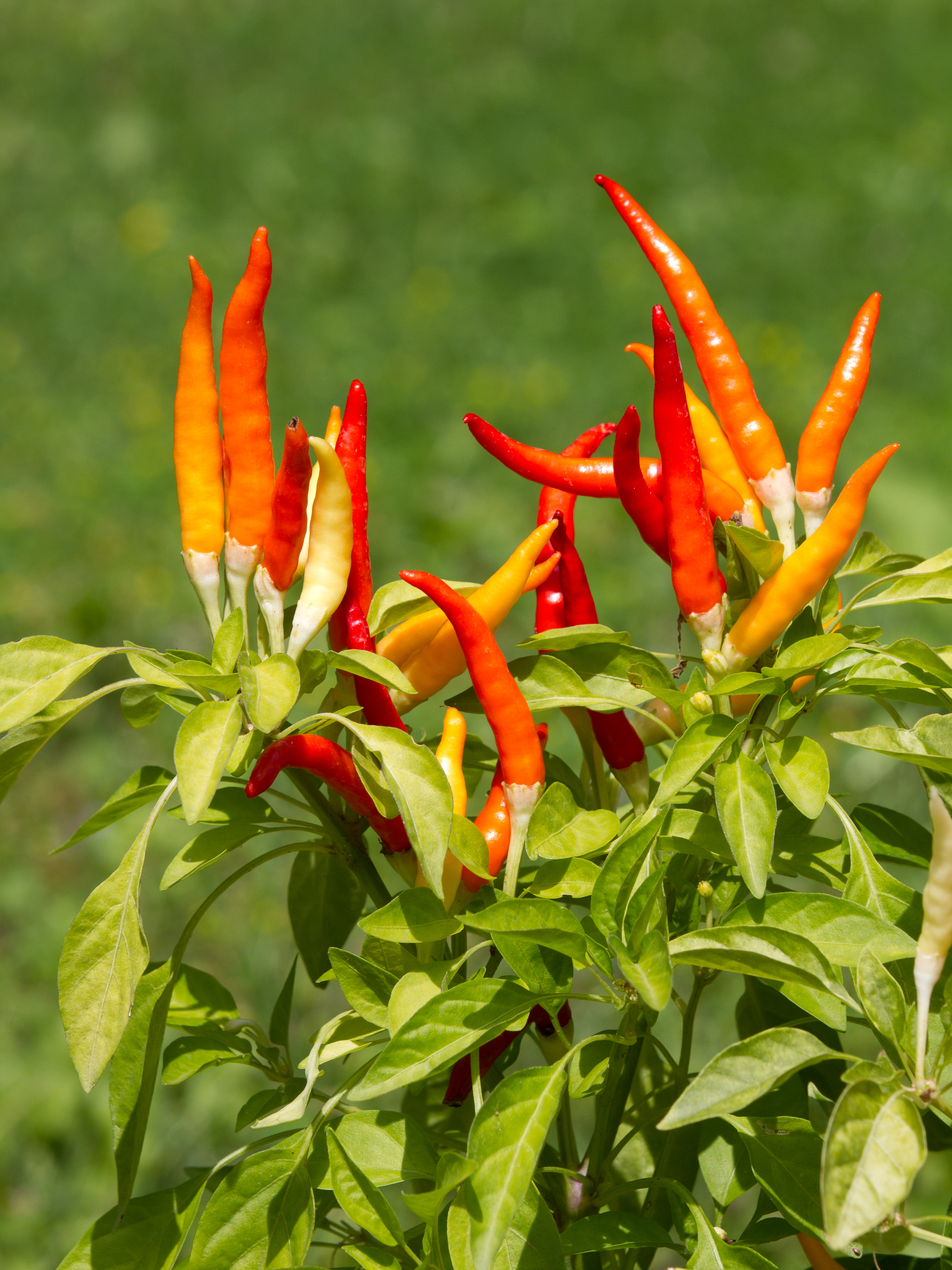
Capsicum annuum 'Fiesta', (Muséum de Toulouse)
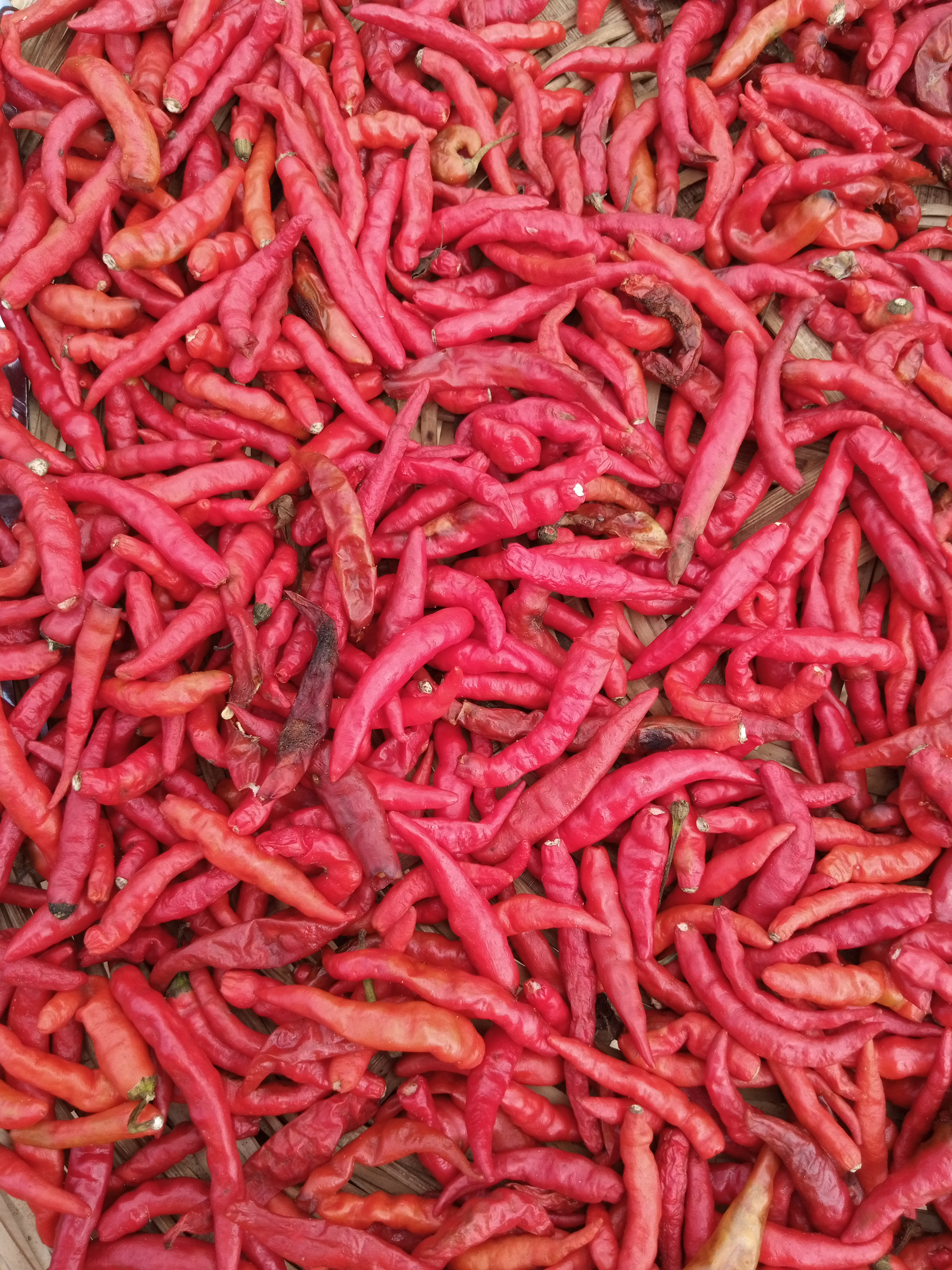
Piment rouge cultivé au Sud Bénin.

## Symbolique
Le nom du piment fut attribué au 27e jour du mois de vendémiaire du calendrier républicain ou révolutionnaire français, généralement chaque 18 octobre du calendrier grégorien.